# Santiago Soler Amigó
Santiago Soler Amigó (Badalona, 13 de agosto de 1943- Badalona, abril de 1999), también conocido por el diminutivo Santi Soler o los apodos Petit o Fede, hermano de Joan Soler Amigó, fue un miembro del Movimiento Ibérico de Liberación-Grupos Autónomos de Combate, del cual era uno de sus teóricos. Anteriormente había militado en Acció Comunista (AC). 
En septiembre de 1973 fue detenido por la policía a la salida de su piso de Barcelona y utilizado de anzuelo para detener a Puig Antich y otros activistas del grupo. Fue encarcelado y amnistiado en septiembre de 1975, antes de la muerte de Franco. Colaboró en la revista  Ajoblanco durante la transición española y en Solidaridad Obrera, órgano de prensa de la CNT de Cataluña.

## Obra
Publicó varios libros entre los que se encuentran:
- Lucha de clases y clases de lucha. Anagrama, 1978
- Marxismo: señas de identidad. Libertarias, 1981